# بيد برزة سفيدار (سبيدار)
بید برزة سفیدار (بالفارسية: بیدبرزه سفیدار) هي قرية تقع في إيران في قسم سبیدار الريفي. يقدر عدد سكانها بـ 127 نسمة بحسب إحصاء 2016.